# 莫洛焦日内 (莫斯科州)
莫洛焦日内（羅馬化：Molodyozhnyy），旧称纳罗福明斯克-5（Наро-Фоминск-5），是俄罗斯莫斯科州的封闭市级镇，地处莫斯科州西南部，位于州府莫斯科西南方，四周被纳罗福明斯克市（城市区）所包围，距离最近的城市为纳罗-福明斯克。该镇有通向西侧阿捷普采沃（Атепцево）村的公路。
该地2021年人口有2,829人；2010年人口2,920人；2002年人口2,599人。